# عكوس

تمثيل متحرك يوضح آلية عمل العكوس

العكوس أو مفصل السرعة الثابتة يسمح لعمود الإدارة بنقل القدرة عبر زاوية متغيرة، وبسرعة دورانية ثابتة، دون زيادة كبيرة في الاحتكاك أو اللعب. تُستخدم هذه المفاصل بشكل رئيسي في مركبات الشد الأمامي. تستخدم سيارات الدفع الخلفي الحديثة ذات نظام التعليق الخلفي المستقل مفاصل السرعة الثابتة عند أطراف أنصاف المحاور الخلفية وتستخدم هذه المفاصل بازدياد في أعمدة الإدارة.
تكون مفاصل السرعة الثابتة محمية بواسطة حذاء مطاطي، يملأ عادةً بشحم ثنائي كبريت الموليبدنوم. تسمح التشققات والصدوع في الحذاء بدخول الملوثاتـ ما يسبب اهتراء المفصل بسرعة مع تسرب الشحم. (لن تحصل القطع المتلامسة على تشحيم كافٍ، والجسيمات الصغيرة تسلل الضرر والخدش، في حين يسبب دخول الماء صدأ وحت العناصر المعدنية). عادةً ما يأخذ اهتراء الحذاء شكل تشققات صغيرة، تظهر بالقرب من العجلة، لأن العجلة تنتج معظم الاهتزازات والحركة إلى الأعلى والأسفل. تنتج الصدوع والتشققات في المناطق الأقرب إلى محور العجلات عن العوامل الخارجية عادةً، كالثلج المتراكم، أو الأحجار أو الطرق الصخرية غير المستوية. يمكن أيضًا للعوامل الزمنية والأضرار الكيميائية أن تسبب فشل الحذاء.

## تاريخه
وصلة هوك (مفصل السيارة)، وهي من أقدم الوسائل لنقل القدرة بين محورين بينهما زاوية، اخترعها جيرالمو كاردانو في القرن السادس عشر. أدرك روبرت هوك حقيقة فشل هذه الوصلة في المحافظة على سرعة ثابتة خلال الدوران في القرن السابع عشر، فاقترح وصلة السرعة الثابتة، التي تتكون من وصلتي كاردان بينهما زاوية 90 درجة، بحيث يلغى أثر تغيرات السرعة. هذا ما يعرف باسم «مفصل كاردان المزدوج». اختُرع العديد من الأنواع المخلفة لمفاصل السرعة الثابتة منذ ذلك الحين.

## أنظمة قيادة السيارات القديمة
كانت أنظمة قيادة سيارات الشد الأمامي كتلك المستخدمة في سيتروين تراكشن أفانت والمحاور الأمامية للاند روفر وسيارات الدفع الرباعي المشابهة تستخدم وصلات هوك، حيث يكمن محور معدني مزدوج على شكل صليب بين حاملين شوكيين. هذه ليست وصلات ثابتة السرعة؛ إذ أنها -باستثناء وضعيات مختلفة- تنتج تغيرًا في السرعة الزاوية. من السهل صناعتها ويمكن أن تكون متينة بشكل هائل ولا تزال تستخدم لتوفير قارنة مرنة في بعض محاور المراوح الطاردة، حيث لا يكون هناك حركة كبيرة. ولكن حركتها تصير «ركيكة» ويصعب إدارتها عند العمل على زوايا كبيرة جدًّا.

## أول المفاصل ثابتة السرعة
مع شيوع استخدام أنظمة قيادة الشد الأمامي، ومع استخدام سيارات مثل بي إم سي ميني تصميم المحرك العرضي، أصبحت مساوئ وصلات هوك في المحاور الأمامية أبرز للعيان شيئًا فشيئًا. بناءً على تصميم لألفريد إتش. رزيبّا حصل على براءة اختراعه في عام  1927 (هناك مفصل سرعة ثابتة، وهو مفصل تراكتا، صممه بيير فينايل في شركة تراكتا التابعة لجان ألبير غريغوار، حصل على براءة الاختراع عام  1926)، حلت مفاصل السرعة الثابتة العديد من هذه المشاكل. سمحت بانتقال القدرة بسهولة ويسر رغم النطاق الواسع للزوايا التي تنحني بمقدارها.

## معرض صور

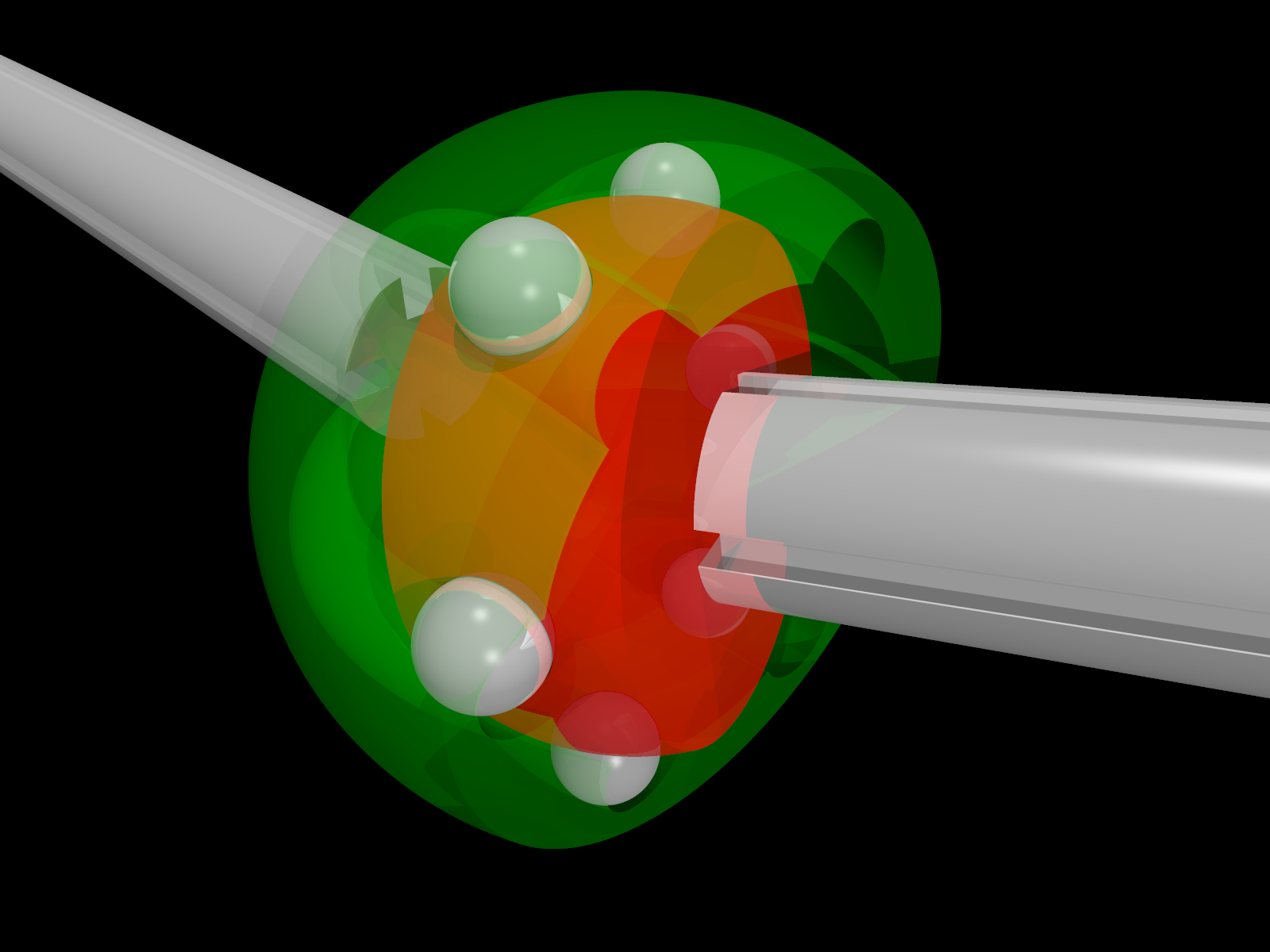
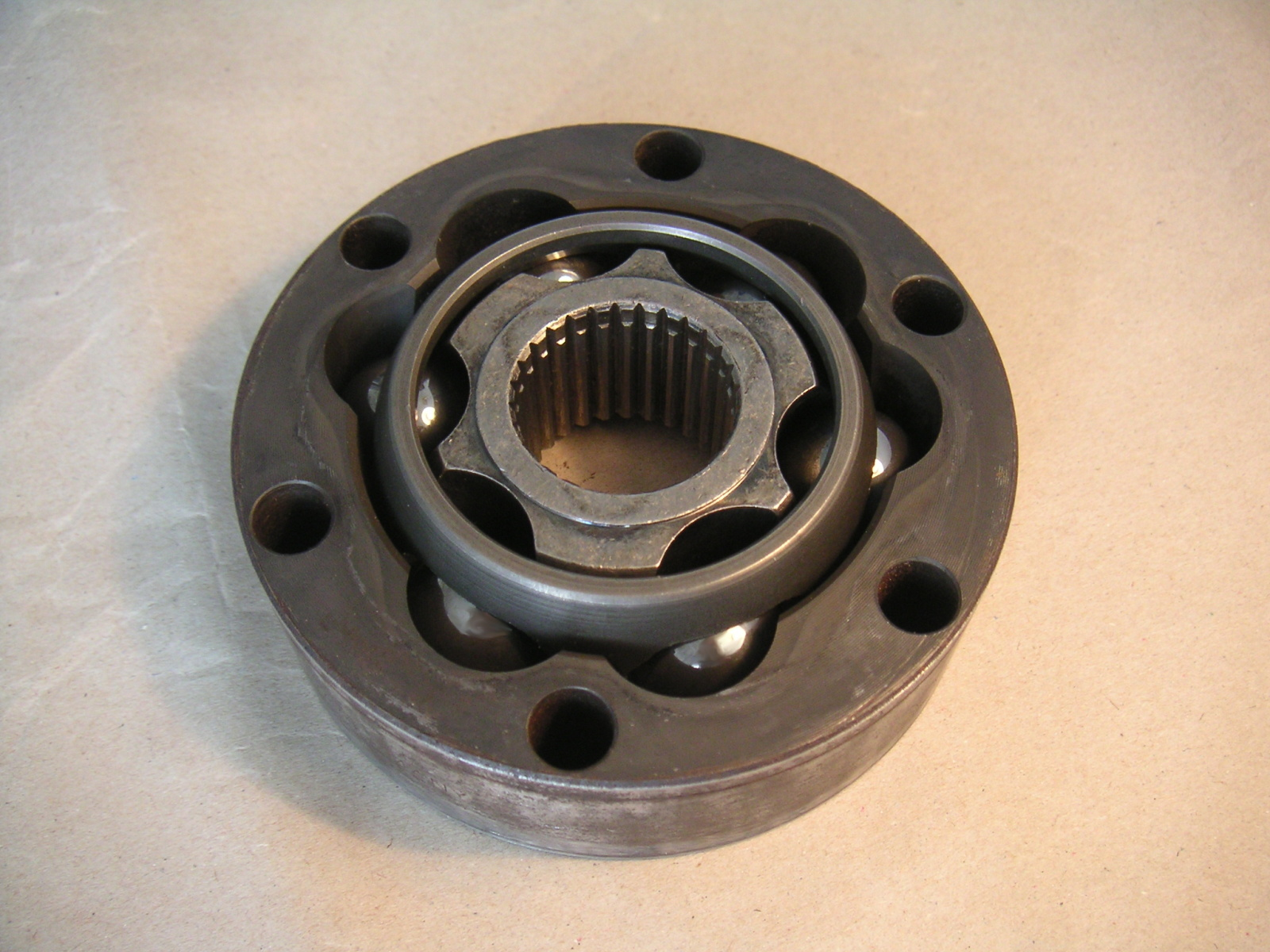
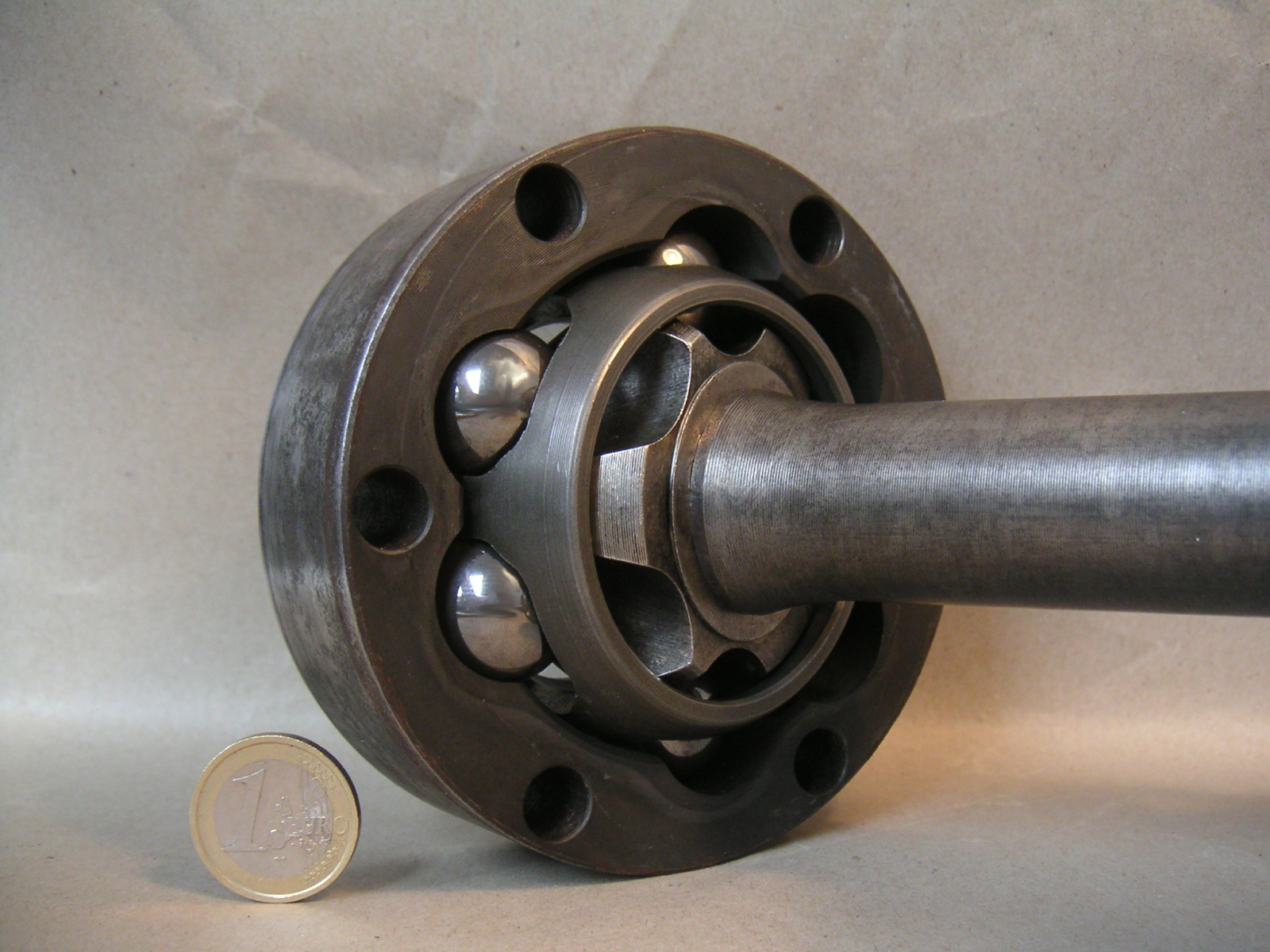